# Mademoiselle de Guise

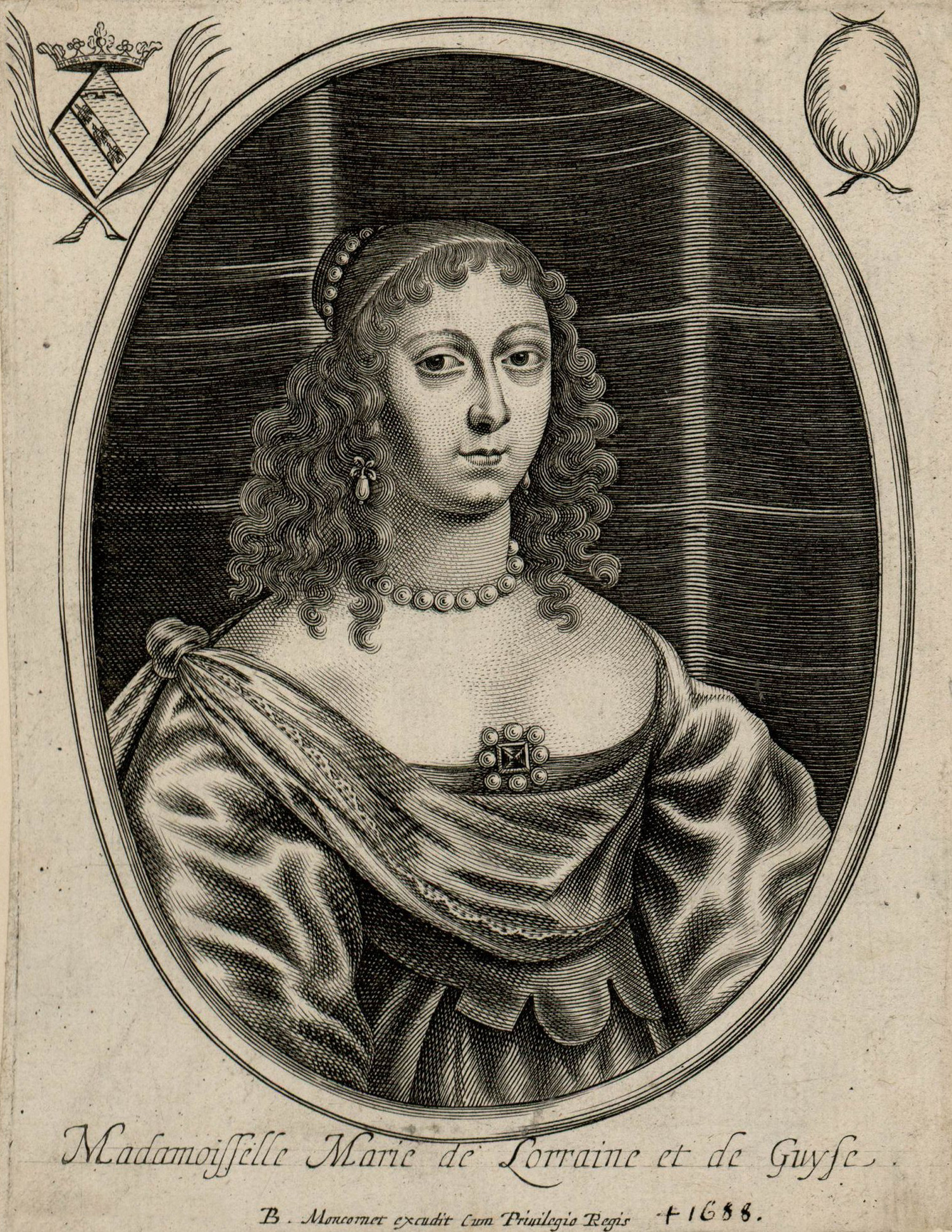
Brustbild nach halbrechts im Oval der „Madamoisselle Marie de Lorraine et de Guyse“, oben das Wappen Lothringens (Kupferstich von B. Moncornet, ca. 1656).

Marie de Lorraine, Herzogin von Guise (* 15. August 1615 im Hôtel de Soubise in Paris; † 3. März 1688 ebenda), frz. Marie de Lorraine, duchesse de Guise, genannt Mademoiselle de Guise, aus dem Haus Guise, war von 1675 bis 1688 Herzogin von Guise, Herzogin von Joyeuse und Prinzessin von Joinville.

## Leben
Marie de Guise ist die Tochter von Charles I. von Lothringen, dem vierten Herzog von Guise, und Henriette Catherine de Joyeuse. In ihrer Jugend erschien sie häufig am Hof Ludwigs XIII. Ab 1630 folgte sie ihren Eltern ins Exil in die Toskana, von wo sie nach dem Tod des Königs 1643 nach Frankreich zurückkehrte. Trotz ihrer prominenten Stellung am Hof scheiterten alle Heiratspläne für sie und sie blieb ledig.
Ab den 1650er Jahren unterhielt sie eine Beziehung zu Claude de Bourdeille, Graf von Montrésor, der 1663 im Hôtel de Guise starb.
Der Komponist Marc-Antoine Charpentier (um 1643–1704) erhielt 1670 eine Anstellung bei der Herzogin, die an ihrem Hof ein berühmtes Musiker- und Sängerensemble unterhielt. Zwischen der Familie Charpentier und dem Haus der Adelsfamilie bestanden seit mehreren Generationen Verbindungen. Die Oper La descente d’Orphée aux enfers war eine seiner letzten Auftragskompositionen für das Haus de Guise.
Als ihr Großneffe François-Joseph de Lorraine-Guise 1675 an den Pocken starb, erbte sie die Güter und Titel des Hauses Guise, dessen letzte Vertreterin sie wurde. Sie war nun Herzogin von Guise, Herzogin von Joyeuse, Prinzessin von Joinville und Erbseneschallin der Champagne.
Sie erbte außerdem in Paris das Hôtel de Guise, das heutige Hôtel de Soubise, in dem sie von nun an meist wohnt und in dem sie auch starb.
Von Zeit zu Zeit zog sie sich in die Abtei Montmartre zurück, deren Äbtissin ihre Schwester Françoise-Renée war.
Am 1. Februar 1686 schenkte sie fast ihr gesamtes Vermögen unter Vorbehalt des Nießbrauchs an Charles-François de Stainville, Comte de Couvonges, bevor sie in ihrem Testament vom 6. Februar 1686 mehrere Einzelvermächtnisnehmer einsetzte. Als sie zwei Jahre später starb, wurde sie im Kapuzinerkloster in Paris beigesetzt.

## Erbe
Der umfangreiche Nachlass von Maria von Lothringen-Guise führt zu zahlreichen Verfahren.
Auf Antrag seiner drei Erbinnen, der Grande Mademoiselle, Erbin in der mütterlichen Linie, Anna Henriette von der Pfalz, Prinzessin von Condé, und deren Schwester, Benedicta Henriette von der Pfalz, Herzogin von Braunschweig und Hannover, Erbinnen in der väterlichen Linie, lehnte die Grand‘Chambre des Pariser Parlements mit einem Urteil vom 26. April 1689 die Schenkung an den Grafen von Couvonges ab, behielt aber das Testament bei.
Ihre Erbinnen teilten daraufhin seine Güter untereinander auf. Das Fürstentum Joinville ging an die Grande Mademoiselle, das Herzogtum Guise an die Bourbon-Condé und das Herzogtum Joyeuse wurde der Linie der Herzöge von Elbeuf vermacht. Das Hôtel de Guise wurde 1700 von der Prinzessin von Condé und ihrer Schwester, der Prinzessin von Hannover, verkauft. Beide behielten die Baronie Marchais und Liesse in ungeteilter Hand, die sie schließlich 1719 verkauften.